# Curt Pflugbeil
Curt Pflugbeil (* 9. Mai 1890 in Hütten; † 31. Mai 1955 in Weende) war ein deutscher General der Flieger der Luftwaffe im Zweiten Weltkrieg.

## Leben
Beförderungen
- 13. August 1910 Fahnenjunker
- 7. November 1910 Fähnrich
- 23. November 1911 Leutnant
- 21. Oktober 1915 Oberleutnant
- 1. April 1921 Hauptmann
- 1. Oktober 1926 umbenannt in Rittmeister
- 1. November 1931 Major
- 1. August 1934 Oberstleutnant
- 1. April 1936 Oberst
- 1. Januar 1939 Generalmajor
- 1. September 1940 Generalleutnant
- 1. Februar 1942 General der Flieger

### Frühe Jahre und Erster Weltkrieg
Pflugbeil trat am 1. April 1910 in das 10. Infanterie-Regiment Nr. 134 der Sächsischen Armee in Plauen ein und wurde nach seiner Beförderung zum Leutnant als Kompanieoffizier in der 2. Kompanie verwendet. Mit dieser kam Pflugbeil bei Ausbruch des Ersten Weltkriegs an der Westfront zum Einsatz. Als Führer der MG-Kompanie war er im Juni 1915 bei Givenchy-lès-la-Bassée an der Artoisfront maßgeblich an der Abwehr eines Durchbruchversuches feindlicher Kräfte beteiligt. Dafür wurde Pflugbeil durch den sächsischen König Friedrich August III. am 21. Juli 1915 mit dem Ritterkreuz des Militär-St.-Heinrichs-Ordens beliehen.
Pflugbeil wechselte Ende 1915 zur Fliegertruppe über und absolvierte vom 15. Dezember 1915 bis Ende Januar 1916 die Ausbildung zum Flugzeugführer bei der Fliegerersatz-Abteilung 10. Danach war er bis Dezember 1916 Flugzeugführer bei der Kampfstaffel 24, später im Kampfgeschwader 4 der Obersten Heeresleitung (Kagohl 4). Am 19. Dezember 1916 wurde er zum Führer der Kampfstaffel 27 ernannt. Von Januar bis zum 20. Juni 1917 war er als Flugzeugführer bei der Schutzstaffel 9. Anschließend übernahm er die Führung der Kampfstaffel 23 im Kampfgeschwader 4. Am 23. April 1918 wurde er beim Absturz seines Flugzeugs schwer verletzt. Nach Lazarettaufenthalt und anschließendem Heimaturlaub kehrte Pflugbeil erst am 1. August 1918 in den Dienst zurück, wo er dem Armeeflugpark 11 zugewiesen wurde. Dort verblieb er über das Kriegsende hinaus bis zur Demobilisierung des Flugparks am 13. Januar 1919.

### Zwischenkriegsjahre
Im Januar 1919 kam Pflugbeil als Gerichtsoffizier in die Fliegerersatz-Abteilung 6, aus der er jedoch bereits am 11. Februar 1919, wieder ausschied. Nach dem Versailler Vertrag und dem daraus resultierenden Verbot der Militärfliegerei in Deutschland wurde Pflugbeil zu seinem Stammregiment zurückversetzt und diente dort bis zur Auflösung des Verbandes Ende Februar 1919. Er schloss sich als MG-Offizier dem Freiwilligen-Grenz-Regiment 1 an und war dann in selber Funktion im Grenzjäger-Regiment 4 tätig.
Am 5. September 1920 wurde Pflugbeil von der Reichswehr als Oberleutnant übernommen und kam als Kompanieoffizier zum Reichswehr-Infanterie-Regiment 37. Im Januar 1921 wechselte er zum 11. (Sächsisches) Infanterie-Regiment. Dort wurde er am 1. April zum Hauptmann befördert und zum Chef der 1. Kompanie ernannt. Am 1. Oktober 1926 folgte seine Versetzung in das 11. (Preußisches) Reiter-Regiment sowie seine Kommandierung bis zum 31. Juli 1927 in den Stab der 4. Division nach Dresden. Im Anschluss daran wurde er zum Ausbildungsstab des Lehrgangs für Heerestechnik abkommandiert.
Am 31. März 1928 schied Pflugbeil aus dem Militärdienst aus, um ab 1. April 1928, als Zivilist getarnt, am Aufbau der geheimen Luftwaffe in der Sowjetunion, Schweden und Italien tätig zu sein. Im April 1931 wurde er reaktiviert und dem Stab der 3. Division in Berlin zugeteilt. Von Oktober 1931 bis Juni 1933 war er Kommandeur der 2. (Preußische) Fahr-Abteilung 2 in Rendsburg. Am 30. Juni 1933 schied Pflugbeil, erneut aus Tarnungsgründen, aus dem Heer aus und ging bis September 1933 einer weiteren Tätigkeit in der noch immer geheimen Luftwaffe nach.
Am 1. Oktober 1933 trat er offiziell in die im Aufbau begriffenen Luftwaffe ein. Bis November 1933 war er als Offizier zur besonderen Verwendung im Reichsluftfahrtministerium, später bei der Inspektion der Schulen tätig. Von Dezember 1933 bis Februar 1934 diente er als Führer des Vorkommandos der Schule Lechfeld. Im März 1934 erfolgte seine Ernennung zum Direktor der Blind- und Höhenflugzentrale des Deutschen Flugwetterdienstes, die in Wirklichkeit eine getarnte Kampffliegerschule war. Nach der Enttarnung der Luftwaffe war Pflugbeil von März bis August 1935 Kommandeur der Großen Kampffliegerschule Lechfeld. Im September 1935 kehrte er zum Reichsluftfahrtministerium nach Berlin zurück, wo er am 1. Oktober 1935 zum Inspekteur der Kampfflieger ernannt wurde. In dieser Funktion, die er bis zum 6. August 1939 innehatte, war er zugleich von April bis September 1937 m.d.w.d.G.b. Höherer Kommandeur der Lehrtruppen der Luftwaffe sowie vom 4. Juli bis 6. August 1934 Vertreter des Kommandeurs der 4. Flieger-Division General der Flieger Alfred Keller.

### Zweiter Weltkrieg
Im Zuge der Allgemeinen Mobilmachung wurde Pflugbeil am 7. August 1939 zum Kommandeur des Luftgaustabes z. b. V. 8 ernannt. Anschließend war er vom 8. Oktober 1939 bis zum 23. Juni 1940 Kommandeur des Luftgaustabes z. b. V. 16. Am 24. Juni 1940 wurde er Kommandierenden General und Befehlshaber im Luftgau Belgien-Nordfrankreich. Am 20. August 1940 wurde Pflugbeil zum Kommandierenden General des IV. Fliegerkorps ernannt, das er, überwiegend an der Ostfront, bis zum 3. September 1943 führte. Am 4. September 1943 gab Pflugbeil das Kommando des Korps an den General der Flieger Rudolf Meister ab und wurde zum Chef, ab Sommer 1944 dann zum Oberbefehlshaber der Luftflotte 1 ernannt. Diese Dienststellung hatte er bis zum 17. April 1945 inne; danach führte er bis Kriegsende die Bezeichnung Befehlshaber des Luftwaffenkommandos Kurland.
Am 8. Mai 1945 geriet Pflugbeil in sowjetische Kriegsgefangenschaft und wurde dort zu 25 Jahren Zwangsarbeit verurteilt. In Anbetracht seines schlechten Gesundheitszustandes, da er an Blasenkrebs litt, wurde er am 4. Januar 1954 aus der Gefangenschaft vorzeitig entlassen und kehrte in die Bundesrepublik Deutschland zurück.

## Sonstiges
Johann Pflugbeil (1882–1951), Offizier und zuletzt Generalleutnant des Heeres, war der Bruder von Curt Pflugbeil.

## Auszeichnungen
- Eisernes Kreuz (1914) II. und I. Klasse[3]
- Ritterkreuz des Königlichen Hausordens von Hohenzollern mit Schwertern am 17. April 1918
- Preußisches Flugzeugbeobachter-Abzeichen[3]
- Ritterkreuz II. Klasse des Albrechts-Ordens mit Schwertern[3]
- Ritterkreuz II. Klasse des Sächsischen Verdienstordens mit Schwertern[3]
- Ritterkreuz des Eisernen Kreuzes mit Eichenlaub[4]
  - Ritterkreuz am 5. Oktober 1941
  - Eichenlaub am 27. August 1944 (562. Verleihung)